# Raigs catòdics
Els raigs catòdics, descoberts per Johann Wilhelm Hittorf el 1869, són un feix d'electrons emès per un càtode i accelerat per un camp elèctric. Són desviats pels camps elèctrics i magnètics i exciten la fosforescència de certs cossos. Aquestes propietats són utilitzades en els tubs d'oscil·loscopi i en els tubs de televisió.
A mitjans del segle xix ja se sabia que el corrent elèctric podia passar per medis considerats aïllants si el potencial era prou elevat. Per explorar aquesta idea, es treballava amb els anomenats tubs (1855) de Heinrich Geissler (1814-79), bufador de vidre alemany. Aquests tubs s'emplenaven primerament amb un gas i llavors es feia el buit amb una bomba pneumàtica; A mesura que es baixava la pressió, el pas del corrent s'afavoria. Ja a uns 5 mmHg s'observava un pas de corrent continu i una lluminositat que emanava del mateix interior del tub. El color de la llum depenia del gas que s'hi havia introduït prèviament (aire-vermell, argó-blau, neó-taronja). Aquests tubs són coneguts actualment amb el nom de tubs de neó. A través de diversos experiments, es va veure que la lluminositat era un raig (una mena de radiació lluminosa) que sorgia del càtode i que es propagava en línia recta. Així doncs, el físic alemany Eugen Goldstein (1850-1930) els denominà el 1876 raigs catòdics.